# Kreuzbach (Jagst)
Der Kreuzbach ist ein über 6 km langer, etwa westwärts laufender Bach überwiegend im Stadtgebiet von Crailsheim im Landkreis Schwäbisch Hall im nordöstlichen Baden-Württemberg, der nach seinem Unterlauf im Gemeindegebiet von Satteldorf zuletzt an der Grenze beider Kommunen in der Teufelsklinge von rechts in die mittlere Jagst mündet. Sein Oberlauf bis zum Crailsheimer Weiler Beuerlbach wird Kühnbach genannt.

## Geographie

### Verlauf
Der Kühnbach entsteht im Kappelwald in einer Waldwegschlinge auf etwa 517 m ü. NHN etwa einen Viertelkilometer südöstlich des Abzweigs der Stichstraße zum Kreßberger Höhenweiler Rudolfsberg von der Landesstraße 1066. Der Bach fließt bald schlingenreich insgesamt etwa westlich und verlässt dabei nach etwa einem halben Kilometer erstmals den Wald. Er nimmt einige Quellabläufe auf und etwa 1,1 km unterhalb seines Ursprungs in einem Waldabschnitt in der Aue von links den etwa 0,6 km langen Abfluss des Feuersees am Waldhang.
Nachdem er die in seinem Tal rechts absteigende L 1066 unterquert hat, fließt er wie schon im Wiesenabschnitt zuvor in einer Baumgalerie wieder in einer Wiesenaue, links begleitet von der Kreisstraße K 2655 nach Beuerlbach, die an einem bizarr gewachsenen Lindenpaar von der Landesstraße abzweigt. Nach einem letzten Waldriegel über die Aue passiert er drei zusammen 0,7 ha große Fischteiche links vor der Straße, die schon in der recht flachen und sich weitenden Austrittsbucht aus dem Waldbergland zwischen dessen Spornen Hermannsberg links und Kuhberg rechts liegen (beide ca. 490 m ü. NHN). 3,2 km nach seiner Quelle tritt er auf unter 435 m ü. NHN in den Siedlungsbereich des Weilers Beuerlbach ein und wird nun Kreuzbach genannt.
Den Weiler durchläuft der Kreuzbach schnell nordwärts und kehrt sich dann vor dem Kuhberg wieder nach Westen. Er unterquert kurz nacheinander die aus Crailsheim kommenden und erst wenig zuvor getrennten Trassen der Bahnstrecke Crailsheim–Nürnberg und der Bahnstrecke Crailsheim–Königshofen, schon wenig danach noch die K 2659, Alttrasse der Bundesstraße 290, und dann diese selbst. Wenig abwärts von deren Brücke über das sich nun wieder tiefer eingrabende Tal versickert der Bach bei Niedrigwasser vollständig im Untergrund; das Bachbett mit Fels- und Schotterbänken aus Muschelkalkgestein in der folgenden sogenannten Teufelsklinge liegt deshalb oft bis auf zuweilen vereinzelte kleine Lachen bloß. Die Klinge ist am linken Hang von einer Dolinenreihe begleitet und größtenteils von einem Laubwald bestanden, auf dessen schwarzer Erde im Frühjahr der Bärlauch blüht, und zuletzt rund 50 Meter gegenüber den Randhöhen eingetieft.
Der Kreuzbach mündet schließlich von rechts und Osten auf 392,1 m ü. NHN etwa einen Viertelkilometer oberhalb der auf der anderen Seite des Flusses liegenden Weidenhäuser Mühle in die Jagst, etwa 125 Höhenmeter unterhalb des Kühnbach-Ursprungs und nach einem mit diesem zusammen 6,4 km langen Lauf, der also ein mittleres Sohlgefälle von etwa 2,6 ‰ hat.

### Einzugsgebiet
Der Kreuzbach hat ein 4,8 km² großes Einzugsgebiet, ein schmaler Schlauch um den etwa westwärts ziehenden Bach, der naturräumlich gesehen im Unterraum Crailsheimer Hardt der Frankenhöhe seinen Lauf beginnt und am Unterlauf die Unterräume Crailsheimer Bucht im Süden und Gronachbucht im Norden des Nachbar-Naturraums Hohenloher und Haller Ebene trennt. Der höchste Punkt an der Nordostecke auf einer flachen, einen Funkmast tragenden Kuppe des umgebenden Kappelwaldes erreicht 535,2 m ü. NHN.
Die nördliche Wasserscheide steigt nach flachem Verlauf im Vorland der Hardt steil an und dann auf deren oberem Westsporn um Rudolfberg wieder flach bis zu diesem höchsten Punkt, sie trennt vom Einzugsgebiet des Jagstzuflusses Entenbach weiter abwärts. Jenseits der nur kurzen östlichen liegt das Quellgebiet des (Kreßberg-Wüstenauer) Trutenbachs, der über den Mühlbach und die Zwergwörnitz die Wörnitz speist. Diese im Höhenwald wenig prominente Scheide ist als Teil der Europäischen Hauptwasserscheide zwischen Rhein diesseits und Donau jenseits deshalb hydrologisch die bedeutendste. An der Südseite des anderen Hardt-Westsporns über Schönebürg und Eichwald links des Kreuzbach-Oberlaufs Kühnbach entlang wiederum fließen dessen Oberlauf Mühlbach und ein anderer Trutenbach nun wieder zur Jagst in Crailsheim. Im flacheren mündungsnahen Vorland schiebt sich zuletzt das Einzugsgebiet des kleineren Aarbachs dazwischen, der an der Satteldorfer Heldenmühle zwischen diesem anderen Trutenbach und dem Kreuzbach selbst die Jagst erreicht.
Weniger als die halbe Fläche des Einzugsgebietes ist bewaldet, weit überwiegend um den Oberlauf im östlichen Teil. Ein etwa einen halben Quadratkilometer großer, gewässerloser Zipfel der Mariäkappeler Teilortsgemarkung der Gemeinde Kreßberg ragt von Osten her in dessen oberen Teil, darin liegt die Höhenrodungsinsel mit dem mit der einen Siedlungshälfte von rechts zum Kühnbach hin entwässernden Weiler Rudolfsberg. Der Kühnbach und der obere Abschnitt des eigentlichen Kreuzbachs am Mittellauf liegen in der rund zwei Drittel des Einzugsgebietes umfassenden Stadtgemarkung Crailsheims mit dessen Weiler Beuerlbach als einzigem direkten Siedlungsplatz am Mittellauf, am Austritt aus der Hardt ins tiefere Vorland. Das restliche untere Einzugsgebiet liegt fast ganz im Gebiet der Gemeinde Satteldorf, dessen namengebender Hauptort erst etwas hinter der nördlichen Wasserscheide beginnt, während der zugehörige Einzelhof Auhof just noch diesseits der südlichen liegt. Erst auf den letzten Metern in der Teufelsklinge grenzt rechts an den Lauf ein winziger Zwickel Tiefenbacher Teilortsgemarkung nun wiederum von Crailsheim.

### Zuflüsse und Seen
Liste der Zuflüsse und  Seen von der Quelle zur Mündung. Gewässerlänge, Seefläche, Einzugsgebiet und Höhe nach den entsprechenden Layern auf der Onlinekarte der LUBW. Andere Quellen für die Angaben sind vermerkt.
Quelle des Kühnbachs auf etwa 517 m ü. NHN ca. 0,3 km südöstlich des Abzweigs nach Kreßberg-Rudolfsberg von der L 1066 im Kappelwald auf der Goldbacher Stadtteilgemarkung von Crailsheim. Der Bach fließt zunächst etwa westsüdwestlich bis westnordwestlich.
- (Zufluss unter der Burg Schönebürg), von links und Südsüdosten auf etwa 466 m ü. NHN nordnordöstlich unter der Burgruine Schönebürg, 0,6 km und ca. 0,4 km².
  -  Ist Abfluss des Feuersees auf etwa 515 m ü. NHN, unter 0,1 ha.
- Passiert am linken Ufer auf 445–439 m ü. NHN drei Fischteiche weniger als einen Kilometer östlich von Crailsheim-Beuerlbach, zusammen 0,7 ha.
Dern Weiler Beuerlbach durchfließt das ab den Ortsrand Kreuzbach genannte Gewässer nordwärts und kehrt sich dann wieder auf Westlauf.

↓ Gewöhnliche Versinkungsstelle des Kreuzbachs ⊙, auf ca. 420 m ü. NHN wenige Schritte unterhalb der Brücke, über die die Neutrasse der B 290 seine Talmulde quert. Unterhalb fließt im Bachbett nur selten Wasser.
Mündung des Kreuzbachs von rechts und Osten auf 392,1 m ü. NHN etwa einen Viertelkilometer oberhalb der gegenüberliegenden Weidenhäuser Mühle in die Jagst nach seinem Unterlauf durch die Teufelsklinge. Der Bach ist mitsamt seinem Kühnbach genannten Oberlauf 6,4 km lang und hat ein Einzugsgebiet von 4,8 km².

## Geologie
Im Einzugsgebiet stehen tertiäre Schichten vom oberen Mittelkeuper bis hinunter zum Oberen Muschelkalk an. Die Hochebene des Kappelwaldes im Osten erreicht wohl den Stubensandstein (Löwenstein-Formation), der Kühnbach dagegen entspringt erst in den Oberen Bunten Mergeln (Mainhardt-Formation) oder sogar erst im Kieselsandstein (Hassberge-Formation). Der junge Bach tieft sich dann bald in die Unteren Bunten Mergel (Steigerwald-Formation) ein und quert südlich von Rudolfsberg rasch ein Schilfsandsteinband (Stuttgart-Formation). Danach bleibt er bis kurz nach dem Ortsende von Beuerlbach im Gipskeuper (Grabfeld-Formation). Noch wenig eingetieft, fließt er danach im Lettenkeuper (Erfurt-Formation), bis er sich ab dem Beginn der Teufelsklinge schluchtartig einschneidet und das zumeist wasserlose Bett Bänke und Gestein des Oberen Muschelkalks zeigt.
Auf der Wasserscheide links und rechts des Unterlaufs (beim Auhof und am Südrand von Satteldorf) liegen Inseln aus Lösssediment aus quartärer Ablagerung.
Am Geotop „Hohlweg am Anstieg zum Kuhberg“ etwas östlich von Beuerlbach ist Gipskeuper aufgeschlossen, darin die Corbula-Schicht. Auf dem Sporn des Kuhbergs liegt auf Höhen um 490 m ü. NHN ein aufgelassener Steinbruch im Schilfsand. Ein weiterer aufgelassener Steinbruch am Beginn der Teufelsklinge ist ebenfalls Geotop. Die Wand dieses Abbaus im Oberen Muschelkalk zeigt zahlreiche Karsthohlräume und Karrenbildung.
Die Versinkungsstelle des Kreuzbachs liegt knapp unterhalb der Schichtgrenze zwischen Lettenkeuper und Oberem Muschelkalk. Durch Färbeversuche wurde nachgewiesen, dass der Großteil des versickernden Kreuzbach-Wassers in der Quellgruppe Neunbronn im Bühlertal wieder zutage tritt, also etwa 16 km westsüdwestlich der Versickerungsstelle und weit jenseits des Kreuzbach-Vorfluters Jagst. Es wird vermutet, dass das Wasser die Bahnen der früheren Jagstversickerung an der Heldenmühle etwa 2 km aufwärts der Kreuzbachmündung nutzt, die selbst durch Ausbetonieren des Jagstbettes inzwischen beseitigt ist.

## Natur und Landschaftsbild
Um den Kühnbach liegt das Landschaftsschutzgebiet Kühnbachtal oberhalb Beuerlbach mit Hermannsberg. Geschützt ist das waldumrahmte Wiesental mit Laubwaldrändern, Gewässern und Feuchtwiesen, das kleinräumig gegliedert ist und nahe beieinander verschieden genutzt wird. Dieser Talabschnitt ist beidseits sogar bis zu den Kämmen hinauf und etwas weiter bis in den Weiler Beuerlbach hinein Teil zweier Wasserschutzgebiete, die fast drei Viertel des Einzugsgebietes umfassen. Am unteren Ende des Bachlaufs ist die Teufelsklinge laufnah Teil des Naturschutzgebietes, darum herum Teil des Landschaftsschutzgebietes Jagsttal mit Seitentälern zwischen Crailsheim und Kirchberg.
Neben einigen Bäumen sind zwei Flächen als Naturdenkmal geschützt, der vorgeschichtlicher Abschnittswall Schönebürg auf der linken Wasserscheide und der Waldsaum am Fuß des Huhbergs etwas östlich von Beuerlbach mitsamt dem alten Steinbruch dort, der schon im Abschnitt Geologie erwähnt wurde.

## Tourismus
Der Europäische Fernwanderweg E8 führt, vom Satteldorfer Weiler Neidenfels im Norden kommend, gegenüber der Weidenhäuser Mühle ins Jagsttal, dann von der Mündung des Kreuzbachs die Teufelsklinge hinauf und setzt sich daraufhin südlich fort über den Auhof und die Heldenmühle ins nördliche Crailsheim. Dort knickt er nach Osten ab und folgt dann später, meist etwas außerhalb, der linken Wasserscheide des Kühnbachtales.
Der Radweg Wälder-Tour (Kürzel Wä) folgt auf südwestlich laufendem Abschnitt dem Fuß der Crailsheimer Hardt vom Satteldorfer Weiler Ellrichshausen nach Crailsheim und quert den Bachlauf in Beuerlbach, während die Radstrecke Hohenlohe-Tour (Kürzel Ho) an Rudolfsberg und am Ursprung des Kühnbachs vorbei über die Hochebene des Kappelwaldes läuft.

### LUBW
Amtliche Online-Gewässerkarte mit passendem Ausschnitt und den hier benutzten Layern: Lauf und Einzugsgebiet des Kreuzbachs

Allgemeiner Einstieg ohne Voreinstellungen und Layer: Daten- und Kartendienst der Landesanstalt für Umwelt Baden-Württemberg (LUBW) (Hinweise)
1. 1 2 3 4  Höhe nach dem Höhenlinienbild auf dem Hintergrundlayer Topographische Karte.
2. 1 2  Höhe nach blauer Beschriftung auf dem Hintergrundlayer Topographische Karte.
3. 1 2  Länge nach dem Layer Gewässernetz (AWGN).
4. ↑  Länge nach dem Layer Gewässername.
5. 1 2  Einzugsgebiet nach dem Layer Basiseinzugsgebiet (AWGN).
6. ↑  Höhe nach schwarzer Beschriftung auf dem Hintergrundlayer Topographische Karte.
7. ↑  Seefläche nach dem Layer Stehende Gewässer.
8. ↑  Einzugsgebiet abgemessen auf dem Hintergrundlayer Topographische Karte.
9. ↑  Länge abgemessen auf dem Hintergrundlayer Topographische Karte.
10. ↑  Schutzgebiete nach den einschlägigen Layern.

### Andere Belege
1. ↑  Modellierte Werte nach Abfluss-BW Gewässerknoten MQ/MNQ
2. ↑  Wolf-Dieter Sick: Geographische Landesaufnahme: Die naturräumlichen Einheiten auf Blatt 162 Rothenburg o. d. Tauber. Bundesanstalt für Landeskunde, Bad Godesberg 1962. → Online-Karte (PDF; 4,7 MB)
3. ↑  Geologie grob nach: Mapserver des Landesamtes für Geologie, Rohstoffe und Bergbau (LGRB) (Hinweise)
4. ↑  Geotopsteckbrief des Hohlwegs am Anstieg zum Kuhberg (PDF, 0,3 MByte)
5. ↑  Geotopsteckbrief des Aufgelassenen Steinbruchs in der Teufelsklinge (PDF, 0,3 MByte)
6. ↑  Siehe das Buch von Mattern über die mittlere Jagst unter Literatur, S. 124f und 126.
7. ↑  Theo Simon, Werner Käß, Knut Hinkelbein: Markierungsversuche im Bereich der Jagstversickerung bei Crailsheim (Hohenlohe). In: Geologisches Landesamt Baden-Württemberg (Hrsg.): Jahreshefte. Band 35(1993), S. 407–432.